# András Törő
András Törő   (Budapest, 10 de juliol de 1940) és un piragüista en aigües tranquil·les hongarès de naixement, però estatunidenc d'adopció, ja retirat, que va competir durant les dècades de 1960 i 1970.
Durant la seva carrera esportiva va prendre part en quatre edicions dels Jocs Olímpics d'Estiu, el 1960, 1964, 1972 i 1976. El 1960 als Jocs de Roma, formant parella amb Imre Farkas, guanyà la medalla de bronze en la prova del C-2, 1.000 metres del programa de piragüisme. També destaca una quarta posició en la prova del C-1, 1.000 metres als Jocs de Tòquio de 1964. A la fi d'aquests Jocs va desertar als Estats Units, país pel qual va competir, sense sort, en dos Jocs Olímpics més després d'aconseguir la nacionalitat estatunidenca el 1971.
Una vegada retirat es va convertir en director esportiu. Després dels Jocs Olímpics de Los Angeles de 1984 fou secretari del Comitè Olímpic dels Estats Units. El 1986 va poder tornar al seu país per primera vegada des de la seva deserció.